# عزلة بني أحمد السافل (ذمار)

تعديل مصدري - تعديل

عزلة بني احمدالسافل هي إحدى عزل مديرية وصاب السافل في محافظة ذمار اليمنية ويبلغ تعداد سكانها 1735 نسمة حسب التعداد السكاني في اليمن لعام 2004.

## روابط خارجية
- الجهاز المركزي للإحصاء بالجمهورية اليمنية
- المركز الوطني للمعلومات باليمن
- World Gazetteer:Yemen
- الدليل الشامل